# Julius Kohte
Julius Eduard Alexander Kohte (* 13. November 1861 in Berlin; † 14. November 1945 in Mitwitz) war Provinzialkonservator für Kunstdenkmäler der preußischen Provinzen Posen und Brandenburg sowie Privatdozent an der Technischen Hochschule zu Berlin.

## Leben
Nach dem Studium konnte Kohte mit einem einjährigen Forschungsstipendium der Boissonet-Stiftung der heutigen Technischen Universität Berlin 1888/89 die damals umstrittene Baugeschichte der Kirche San Lorenzo Maggiore in Mailand klären. Er arbeitete anschließend als Regierungsbauführer und -baumeister in Berlin, Koblenz und Magdeburg. Im Jahr 1891 erhielt er den Auftrag die Kunstdenkmäler der Provinz Posen aufzunehmen. Aus dieser Aufgabe resultierte das vierbändige Verzeichnis über die Kunstdenkmäler der Provinz Posen, das 1896 bis 1898 erschien. Nach Beteiligung an Ausgrabungen in Magnesia in Kleinasien – er erstellte Grabungsbericht und Veröffentlichung – habilitierte sich Kohte 1903 an der Technischen Hochschule Charlottenburg. Zwischen 1904 und 1924 gehörte er der staatlichen Bau- und Finanzdirektion an.
Kohte setzte sich dafür ein, dass zum Beginn des 20. Jahrhunderts vom Abbruch bedrohte Häuser in Berlin fotografiert wurden. Auf seinen Antrag hin wurden am 11. Februar 1907 vom Berliner Architektenverein 1.000 Mark aus den Mitteln der Springerstiftung hierfür zur Verfügung gestellt. Zwischen 1907 und 1914 wurden daraufhin viele Gebäude fotografiert, 186 Aufnahmen befinden sich heute im Architekturmuseum der Technischen Universität Berlin.
Anfang 1921 wurde in Groß-Berlin ein Dezernat für Denkmalpflege eingerichtet, dessen Leitung Julius Kohte übertragen wurde. Das Dezernat umfasste sowohl die Denkmalpflege und den Heimatschutz im Allgemeinen als auch die Verwaltung der Bau- und Kunstwerke in staatlichem Besitz, die als Kunstdenkmäler im engeren Sinne zu verstehen waren. 1924–1935 wurde ihm das Amt des Provinzialkonservators für die Kunstdenkmäler der Provinz Pommern übertragen.
Von 1903 bis 1927 war Kohte Privatdozent an der Technischen Universität Berlin bzw. ihrer Vorgängerin der Königlich Technischen Hochschule in Charlottenburg und unterrichtete dort in Geschichte der Baukunst.

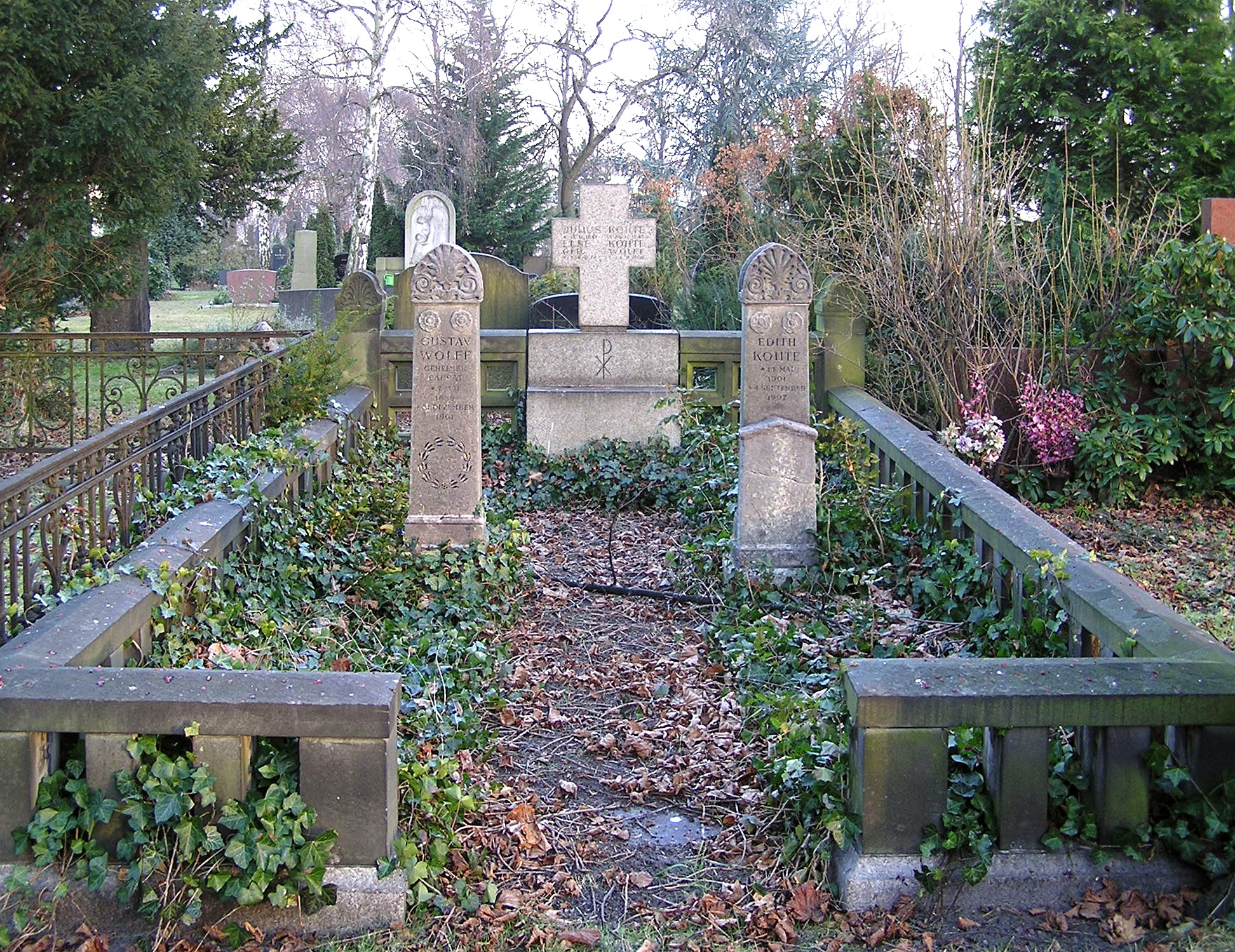
Familiengrab auf dem Luisenfriedhof II (Zustand 2007)

Julius Kohte starb einen Tag nach seinem 84. Geburtstag. Sein Grab befindet sich auf dem Luisenfriedhof II in Berlin-Westend.

## Auszeichnungen
- 1914 erhielt Kohte die Denkmünze in Bronze für verdienstvolle Leistungen im Bauwesen.[6]
- Im Herbst 1918 wurde Kohte vom Preußischen König das Verdienstkreuz für Kriegshilfe verliehen.[7]

## Werk

### Bücher
- Verzeichnis der Kunstdenkmäler der Provinz Posen. 4 Bände. Verlag von Julius Springer, Berlin 1896–1898
  - Band 1: Übersicht der Kunstgeschichte der Provinz Posen. 1896 (bibliotekacyfrowa.pl) (Google Books).
  - Band 2: Die Kunstdenkmäler des Stadtkreises Posen. 1896 (bibliotekacyfrowa.pl) (Google Books).
  - Band 3: Die Kunstdenkmäler der Landkreise des Regierungsbezirks Posen. 1896 (urn:nbn:de:bvb:12-bsb00080963-4) (Google Books).
  - Band 4: Die Kunstdenkmäler des Regierungsbezirks Bromberg. 1897 (urn:nbn:de:bvb:12-bsb00080964-0) (Google Books).
- mit Carl Humann und Carl Watzinger: Magnesia am Maeander, Bericht über die Ergebnisse der Ausgrabungen der Jahre 1891–1893. hrsg. v. Königliche Museen zu Berlin. Georg Reimer, Berlin 1904. Digitalisat
- Die Baukunst des klassischen Altertums und ihre Entwicklung in der mittleren und neueren Zeit. Friedr. Vieweg & Sohn, Braunschweig 1915.
- Die Baudenkmäler der Provinz Pommern
  - Dritter Teil: Die Bau- und Kunstdenkmäler des Regierungsbezirks Köslin
    - Band 3: Die Kreise Schivelbein, Dramburg, Neustettin, Bublitz u. Rummelsburg, Saunier, Stettin 1934 (bibliotekacyfrowa.eu).
- Das Hohe Haus in Berlin. Ein Beitrag zur Baugeschichte Berlins im Mittelalter. Sonderabdruck der Forschungen zur Brandenburgischen und Preußischen Geschichte. Verein für Geschichte der Mark Brandenburg, Berlin 1936.
- Das mittelalterliche Rathaus der Stadt Berlin. Sonderabdruck der Forschungen zur Brandenburgischen und Preußischen Geschichte. Verein für Geschichte der Mark Brandenburg, Berlin 1937.
- In Memoriam Julius Meier-Graefe. Zum 70. Geburtstag am 10. Juni '37. Privatdruck, Berlin 1937.
- Alt-Berlin, Bauwerke in Berlin und Charlottenburg, aufgenommen 1907–1914

### Aufsätze
- Wusterhausener Bär am Grünen Graben in Berlin. In: Centralblatt der Bauverwaltung. Nr. 52, 1883, S. 481–482 (zlb.de).
- Das Männliche Grabmal in der St. Nikolai-Kirche in Berlin. In: Centralblatt der Bauverwaltung. Nr. 6, 1886, S. 51–52 (zlb.de).
- Die Basilika San Vincenzo in Prato in Mailand. In: Centralblatt der Bauverwaltung. Nr. 11, 1887, S. 104–106 (zlb.de).
- Die Taufcapelle San Giovanni in Fonte am Dome von Neapel. In: Centralblatt der Bauverwaltung. Nr. 40, 1887, S. 384–386 (zlb.de).
- Zur Geschichte des Mailänder Domes. In: Centralblatt der Bauverwaltung. Nr. 16, 1888, S. 175–176 (zlb.de).
- Die Westfront des Domes in Mailand. In: Centralblatt der Bauverwaltung. Nr. 46, 1888, S. 485–487 (zlb.de). (Fortsetzung). In: Centralblatt der Bauverwaltung. Nr. 47, 1888, S. 493–495 (zlb.de).
- Die Vollendung des Palazzo Marino in Mailand. In: Centralblatt der Bauverwaltung. Nr. 17, 1889, S. 157–158 (zlb.de).
- Die Kirche San Lorenzo in Mailand. In: Zeitschrift für Bauwesen. Nr. 4, 1890, Sp. 195–220 (zlb.de – Atlas: Blatt 29–35 – zlb.de). (Fortsetzung). In: Zeitschrift für Bauwesen. Nr. 7, 1890, Sp. 293–326 (zlb.de).
- Die ehemalige Kirche der Dominicaner in Coblenz. In: Centralblatt der Bauverwaltung. Nr. 13, 1890, S. 126–127 (zlb.de). (Fortsetzung). In: Centralblatt der Bauverwaltung. Nr. 14, 1890, S. 143–144 (zlb.de).
- Die ehemalige Maschinenbau-Anstalt von A. Borsig in Berlin, Chausseestraße 1. In: Zeitschrift für Bauwesen. Nr. 1, 1891, Sp. 19–26 (zlb.de – Atlas: Blatt 9).
- Die Ruine der Marienkirche in Inowrazlaw. In: Centralblatt der Bauverwaltung. Nr. 38, 1891, S. 369–370 (zlb.de).
- Das Kloster und die Kirche Unserer Lieben Frauen in Magdeburg. In: Zeitschrift für Bauwesen. Nr. 1, 1895, Sp. 25–46 (zlb.de – Atlas: Blatt 4–6).
- Der neue Hochaltar in S. Antonio in Pedua. In: Centralblatt der Bauverwaltung. Nr. 9, 1896, S. 96–97 (zlb.de).
- Die Funde im Nemi-See. In: Centralblatt der Bauverwaltung. Nr. 12, 1896, S. 128–129 (zlb.de).
- Wiederherstellung der Kreuz-Kirche in Lissa. In: Zeitschrift der Historischen Gesellschaft für die Provinz Posen. Band 11, 1896, S. 429–433. (Digitalisat).
- Zur Geschichte der protestantischen Kirchenbaukunst. In: Centralblatt der Bauverwaltung. 36A, 1897, S. 404 (zlb.de).
- Die Pflege der Kunstdenkmäler in Italien. In: Centralblatt der Bauverwaltung. Nr. 4, 1898, S. 38–41 (zlb.de). (Fortsetzung). In: Centralblatt der Bauverwaltung. 4a, 1898, S. 49–51 (zlb.de).
- Der Stand der Inventarisation der Kunstdenkmäler im deutschen Reich. In: Die Denkmalpflege, 1. Jahrgang, Nr. 3 (22. Februar 1899), S. 24–25.
- Deutsche Ausgrabungen in Babylon. In: Die Denkmalpflege, 1. Jahrgang, Nr. 9 (19. Juli 1899), S. 76.
- Die Denkmalpflege in Preußen während der letzten Jahre. In: Die Denkmalpflege, 1. Jahrgang, Nr. 10 (9. August 1899), S. 82–83 und Nr. 11 (30. August 1899), S. 87–88.
- Vom Münster in Straßburg. In: Die Denkmalpflege, 2. Jahrgang, Nr. 5 (11. April 1900), S. 33–35, Nr. 6 (2. Mai 1900), S. 43–45 und Nr. 9 (18. Juli 1900), S. 72.
- Hölzerne Fensterrahmen an romanischen Kirchenbauten. In: Die Denkmalpflege, 2. Jahrgang, Nr. 7 (30. Mai 1900), S. 56.
- Ausbau der S. Marcuskirche in Berlin. In: Centralblatt der Bauverwaltung. Nr. 102, 1900, S. 623–624 (zlb.de).
- Die Sängerbühnen des Domes in Florenz. In: Centralblatt der Bauverwaltung. Nr. 26, 1901, S. 161–162 (zlb.de).
- Das Pergamon-Museum in Berlin. In: Centralblatt der Bauverwaltung. Nr. 45, 1902, S. 274–278 (zlb.de). (Fortsetzung). In: Centralblatt der Bauverwaltung. Nr. 47, 1902, S. 288–290 (zlb.de).
- Der Schornstein des ehemaligen Borsigschen Eisenwerks in Berlin, Alt-Moabit. In: Centralblatt der Bauverwaltung. Nr. 60, 1902, S. 369 (zlb.de).
- Ausgrabungen bei Abusir in Aegypten. In: Centralblatt der Bauverwaltung. Nr. 102, 1902, S. 636 (zlb.de).
- Vom Pantheon in Rom. In: Zentralblatt der Bauverwaltung. Nr. 13, 1903, S. 82–83 (zlb.de).
- Das italienische Gesetz über den Denkmalschutz. In: Die Denkmalpflege, 5. Jahrgang, Nr. 4 (18. März 1903), S. 31–32.
- Der Wiederaufbau der S. Marienkirche in Inowrazlaw. In: Die Denkmalpflege, 5. Jahrgang, Nr. 5 (8. April 1903), S. 35–37 (Digitalisat).
- Der vierte Tag für Denkmalpflege in Erfurt am 25. und 26. September 1903. In: Die Denkmalpflege, 5. Jahrgang, Nr. 13 (14. Oktober 1903), S. 105–108.
- Vom Markusturm in Venedig. In: Zentralblatt der Bauverwaltung. Nr. 3, 1904, S. 20 (zlb.de).
- Von den gemalten Glasfenstern der Elisabethkirche in Marburg. In: Die Denkmalpflege, 6. Jahrgang, Nr. 8 (22. Juni 1904), S. 68.
- Von der Stadtmauer in Neubrandenburg. In: Die Denkmalpflege, 6. Jahrgang, Nr. 12 (21. September 1904), S. 100.
- Die Kirche in Großbeeren. In: Die Denkmalpflege, 7. Jahrgang, Nr. 2 (1. Februar 1905), S. 15–16.
- Das letzte mittelalterliche Wohnhaus in Berlin. In: Die Denkmalpflege, 7. Jahrgang, Nr. 4 (15. März 1905), S. 27–28 (Digitalisat).
- Zum alten Athene-Tempel auf der Burg von Athen. In: Zentralblatt der Bauverwaltung. Nr. 20, 1906, S. 132 (zlb.de).
- Ferdinand v. Quast und die Wiederherstellung der Klosterkirche in Berlin. In: Die Denkmalpflege, 8. Jahrgang, Nr. 3 (21. Februar 1906), 20–24 und Nr. 4 (14. März 1906), S. 28–29.
- Der Palast des Grafen Redern in Berlin. In: Die Denkmalpflege, 8. Jahrgang, Nr. 5 (11. April 1906), S. 38–39.
- Zum hundertsten Geburtstage Karl Böttichers. In: Zentralblatt der Bauverwaltung. Nr. 45, 1906, S. 289 (zlb.de).
- Zum 80. Geburtstage F. Adlers. In: Wochenschrift des Architekten-Vereins zu Berlin, 1907, S. 201.
- Ferdinand v. Quast. Zu seinem hundertsten Geburtstage. In: Die Denkmalpflege, 9. Jahrgang, Nr. 8 (19. Juni 1907), S. 57–60.
- Die Lützower Kirche in Charlottenburg. In: Zentralblatt der Bauverwaltung. Nr. 80, 1907, S. 525 (zlb.de). (Fortsetzung). In: Zentralblatt der Bauverwaltung. Nr. 96, 1907, S. 628 (zlb.de).
- Die Säule im Relief des Löwentores in Mykenae. In: Wochenschrift des Architektenvereins zu Berlin, 3. Jahrgang, Nr. 39 (1908), S. 207f (bg.polsl.pl).
- Die frühere Akademie der Künste und Wissenschaften in Berlin. In: Zentralblatt der Bauverwaltung. Nr. 65, 1908, S. 444 (zlb.de).
- Zum Schutze des alten Luisen-Friedhofs in Charlottenburg. In: Wochenschrift des Architekten-Vereins zu Berlin, 24. Oktober 1908, S. 226.
- Die Steuerhäuser der Charlottenburger Brücke. In: Zentralblatt der Bauverwaltung. Nr. 94, 1908, S. 625 (zlb.de).
- Eine Stadtansicht von Lissa aus der Mitte des 18. Jahrhunderts. (PDF; 607 kB) In: Historische Monatsblätter für die Provinz Posen, 10. Jahrgang, Nr. 3, März 1909, S. 36–38.
- Neuere Ausgrabungen in Ionien. In: Zentralblatt der Bauverwaltung. Nr. 27, 1909, S. 187–189 (zlb.de).
- Die Aufgaben der Denkmalpflege. (PDF; 598 kB) In: Historische Monatsblätter für die Provinz Posen, 10. Jahrgang, Nr. 6, Juni 1909, S. 85–92.
- Friedrich Adler in seiner Bedeutung für die Geschichte der Architektur. In: Zeitschrift für Geschichte der Architektur, 2. Jahrgang, Heft 9 (Juni 1909), S. 212–221.
- Die Versuchsanstalt für Wasserkraftmaschinen an der Technischen Hochschule in Berlin. In: Zentralblatt der Bauverwaltung. Nr. 64, 1909, S. 425–426 (zlb.de).
- Die Peterskirche in Leitzkau, der älteste Steinbau östlich der Elbe. In: Zeitschrift für Geschichte der Architektur, 2. Jahrgang, Heft 12 (September 1909), S. 275–280.
- Das Rathaus in Jüterbog. In: Zeitschrift für Bauwesen. Nr. 4, 1910, Sp. 211–224 (zlb.de – Atlas: Blatt 25).
- Der Neubau der Prüfungsanstalt für Heizungs- und Lüftungseinrichtungen an der Technischen Hochschule Charlottenburg. In: Zentralblatt der Bauverwaltung. Nr. 46, 1910, S. 305–306 (zlb.de).
- Die Baukunst Norddeutschlands in ihrer Beziehung zu Italien. In: Die Denkmalpflege, 12. Jahrgang, Nr. 14 (2. November 1910), S. 110–111.
- Der Abbruch des Palazzetto di Venezia in Rom. In: Die Denkmalpflege, 12. Jahrgang, Nr. 16 (14. Dezember 1910), S. 123.
- Die Baukunst Nordost-Deutschlands in ihren Beziehungen zu Italien. In: Korrespondenzblatt des Gesamtvereins der deutschen Geschichts- und Altertumsvereine, 59. Jahrgang, Nr. 3, März 1911, S. 117
- Eine Untersuchung nach der Grabstätte Ludwigs des Römers in der Klosterkirche in Berlin. In: Zentralblatt der Bauverwaltung. Nr. 20, 1913, S. 137 (zlb.de).
- Über die Verwendung von hölzernen Fensterrahmen an romanischen Kirchenbauten. In: Die Denkmalpflege, 15. Jahrgang, Nr. 12 (24. September 1913), S. 94.
- Die Nikolaikirche in Burg. In: Die Denkmalpflege, 15. Jahrgang, Nr. 12 (24. September 1913), S. 94.
- Das Ermlersche Haus in Berlin, Breite Straße 11. In: Die Denkmalpflege, 16. Jahrgang, Nr. 3 (25. Februar 1914), S. 22–23.
- Die Wiederherstellung des Siegeswagens auf dem Brandenburger Tor in Berlin im Jahre 1814. In: Die Denkmalpflege, 16. Jahrgang, 1914, S. 73–75.
- Spätgotische Schnitzaltäre der Altmark. In: Die Denkmalpflege, 16. Jahrgang, Nr. 14 (4. November 1914), S. 112.
- Werke der Berliner Bauschule aus südpreußischer Zeit. In: Historische Monatsblätter für die Provinz Posen, 16. Jahrgang, 1915, S. 17–24.
- Zur Geschichte der Rauchschen Fürstengruppe im Dom zu Posen. In: Historische Monatsblätter für die Provinz Posen, 16. Jahrgang, 1915, S. 89–92.
- Die Sternwarte am Encke-Platz in Berlin. In: Die Denkmalpflege, 19. Jahrgang, 1915, S. 57–59 (Digitalisat).
- Die Kunstdenkmäler in Polen. In: Die Denkmalpflege, 18. Jahrgang, Nr. 2 (9. Februar 1916), S. 9–12 (Digitalisat).
- Entwürfe und Bauwerke aus Schinkels früher Zeit, zum Geburtstage Schinkels am 13. März. In: Zentralblatt der Bauverwaltung. Nr. 21, 1916, S. 150–154 (zlb.de).
- Zwei Entwürfe Schinkels zu figürlichen Werken. In: Zentralblatt der Bauverwaltung. Nr. 21, 1916, S. 156 (zlb.de).
- Ein Werk Schlüters in Warschau. In: Zentralblatt der Bauverwaltung. Nr. 72, 1916, S. 477–479 (zlb.de).
- Steine zum Auslöschen von Fackeln. In: Zentralblatt der Bauverwaltung. Nr. 73, 1916, S. 486 (zlb.de).
- Die Bauwerke der Stadt Kalisch. In: Die Denkmalpflege, 19. Jahrgang, Nr. 1 (17. Januar 1917), S. 3–6 (Digitalisat).
- Verheerungen des Krieges an Kunstdenkmälern in Südpolen. In: Die Denkmalpflege, 19. Jahrgang, Nr. 2 (7. Februar 1917), S. 16.
- Von der Johanneskirche in Gnesen. In: Die Denkmalpflege, 19. Jahrgang, Nr. 16 (19. Dezember 1917), S. 124.
- Die Lützower Kirche in Charlottenburg. In: Die Denkmalpflege, 20. Jahrgang, Nr. 4 (27. März 1918), S. 27–30.
- Der Turm von Babylon. In: Die Denkmalpflege, 20. Jahrgang, Nr. 11/12 (4. September 1918), S. 91–92.
- Landschaftliche Gemälde Schinkels. In: Zentralblatt der Bauverwaltung. Nr. 28, 1919, S. 146–147 (zlb.de).
- Die Klosterkirche Suprasl bei Bialystok, ein Denkmal des ausgehenden Ziegelbaues. In: Die Denkmalpflege, 21. Jahrgang, Nr. 6 (14. Mai 1919). S. 41–44 (Digitalisat).
- Lauben an den Märkten ostdeutscher Städte. In: Die Denkmalpflege, 21. Jahrgang, Nr. 8 (25. Juni 1919), S. 64.
- Der Gendarmenmarkt in Berlin. In: Die Denkmalpflege, 23. Jahrgang, Nr. 5 (20. April 1921), S. 39.
- Das Lebenswerk des Peter Jos. Hub. Cuypers. In: Zentralblatt der Bauverwaltung. Nr. 35, 1922, S. 209–211 (zlb.de).
- Das Bild der Stadt Potsdam und ihrer Umgebung. In: Die Denkmalpflege, 24. Jahrgang, Nr. 7 (19. Juli 1922), S. 56.
- Die ehemalige Kirche der Dominikaner in Berlin. In: Die Denkmalpflege, 24. Jahrgang, Nr. 8 (23. August 1922), S. 59–61 (Digitalisat).
- Wohnhäuser von kunstgeschichtlichem Werte in Berlin und Vororten. In: Zeitschrift für Bauwesen. Nr. 1, 1923, S. 66–72 (zlb.de). (Fortsetzung). In: Zeitschrift für Bauwesen. Nr. 4, 1923, S. 113–120 (zlb.de). (Fortsetzung). In: Zeitschrift für Bauwesen. Nr. 7, 1923, S. 178–186 (zlb.de).
- Die Bildwerke des Veit Stoß in Polen. In: Ostdeutsche Monatshefte, 1927, Nr. 12, S. 1091–1101.
- Eine mittelalterliche Gittertür mit deutscher Inschrift in der ev. Kreuzkirche in Posen. (PDF; 10,0 MB) In: Deutsche Wissenschaftliche Zeitschrift für Polen, 1930, Heft 19, S. 173.
- Schinkel und Pommern. In: Monatsblätter der Gesellschaft für pommersche Geschichte und Altertumskunde, 1933, 47. Jahrgang, S. 97–105; rcin.org.pl
- August Soller. In: Brandenburgia, 43. Jahrgang, 1934, S. 42.
- Das Schloss der deutschrechtlichen Stadt Posen. In: Deutsche Wissenschaftliche Zeitschrift für Polen, 1935, Heft 29, S. 408–410.
- Hans Lutsch, eine Würdigung seines Lebenswerkes. In: Monatsblätter der Gesellschaft für pommersche Geschichte und Altertumskunde, 1937, 51. Jahrgang, S. 69–75; rcin.org.pl (PDF).
- Die pommerschen Herzöge und die bildende Kunst. In: Unser Pommerland, 22. Jahrgang, 1937, S. 63–71.
- Ein Bildnis des preussischen Ministers Hoym. In: Deutsche Wissenschaftliche Zeitschrift für Polen, 1938, Heft 34, S. 32; dlibra.bibliotekaelblaska.pl (PDF; 24 MB).
- Die Inschrift des Finsteren Tores in Posen. (PDF; 24 MB) In: Deutsche Wissenschaftliche Zeitschrift für Polen, 1938, Heft 34, S. 204–206.

### Nachrufe
- Dem Andenken des Architekten Luigi del Moro. In: Centralblatt der Bauverwaltung. 12A, 1898, S. 144 (zlb.de).
- Paul Lehfeldt †. In: Die Denkmalpflege, 2. Jahrgang, Nr. 9 (18. Juli 1900), S. 72 (Digitalisat).
- Peter Wallé †. In: Die Denkmalpflege, 6. Jahrgang, Nr. 12 (21. September 1904), S. 99 (Digitalisat).
- Georg Kawerau †. In: Zentralblatt der Bauverwaltung. Nr. 33, 1909, S. 231–232 (zlb.de).
- Friedrich Adler in seiner Bedeutung für die Geschichte der Architektur. In: Zeitschrift für Geschichte der Architektur, 2. Jahrgang (1908/09), Heft 9 (Juni 1909), S. 212–221; doi:10.11588/diglit.19219.43
- Heinrich Freiherr von Geymüller, ... In: Zeitschrift für Geschichte der Architektur, 3. Jahrgang, Heft 5/6 (Februar–März 1910), S. 149; doi:10.11588/diglit.22223.26
- Moritz Meurer †. In: Zentralblatt der Bauverwaltung. Nr. 92, 1916, S. 608 (zlb.de).
- Wilhelm Neumann zum Gedächtnis. In: Die Denkmalpflege, 21. Jahrgang, Nr. 10 (20. August 1919), S. 80 (Digitalisat).
- Adolph Doebber †. In: Zentralblatt der Bauverwaltung. Nr. 38, 1920, S. 247–248 (zlb.de).
- Otto Piper †. In: Die Denkmalpflege, 23. Jahrgang, Nr. 4 (23. März 1921), S. 32.
- Max Dvořák †. In: Die Denkmalpflege, 23. Jahrgang, Nr. 5 (20. April 1921), S. 40.
- Hugo Cenwentz †. In: Die Denkmalpflege, 24. Jahrgang, Nr. 7 (19. Juli 1922), S. 55.

### Buchrezensionen
- Max Bär: Der Coblenzer Mauerbau. In: Centralblatt der Bauverwaltung. Nr. 35, 1889, S. 318 (zlb.de).
- Hans Lutsch: Verzeichnis der Kunstdenkmäler der Provinz Schlesien. In: Centralblatt der Bauverwaltung. Nr. 51, 1889, S. 498 (zlb.de).
- Ludwig Böttger: Die Bau- und Kunstdenkmäler des Regierungsbezirks Köslin. In: Centralblatt der Bauverwaltung. Nr. 52, 1889, S. 512 (zlb.de).
- Raffaele Cattaneo: L’architettura in Italia dal secolo VI al mille circa. In: Centralblatt der Bauverwaltung. Nr. 24, 1890, S. 244 (zlb.de).
- Gaetano Landriani:. In: Centralblatt der Bauverwaltung. Nr. 24, 1890, S. 244 (zlb.de).
- Ludwig Böttger: Die Bau- und Kunstdenkmäler des Regierungsbezirks Köslin, Heft II. In: Centralblatt der Bauverwaltung. Nr. 42, 1890, S. 436 (zlb.de).
- Heinrich Strack: Baudenkmäler des alten Roms. In: Centralblatt der Bauverwaltung. Nr. 4, 1891, S. 44 (zlb.de).
- Hans Lutsch: Verzeichnis der Kunstdenkmäler der Provinz Sachsen. In: Centralblatt der Bauverwaltung. Nr. 39, 1891, S. 384 (zlb.de).
- Ludwig Böttger: Die Bau- und Kunstdenkmäler des Regierungsbezirks Köslin, Heft III. In: Centralblatt der Bauverwaltung. Nr. 11, 1893, S. 120 (zlb.de).
- Luca Deltrami: La Certosa di Pavia. In: Centralblatt der Bauverwaltung. Nr. 48, 1896, S. 532 (zlb.de).
- Alfred Gotthold Meyer: Oberitalienische Frührenaissance, Bauten und Bildwerke der Lombardei. In: Centralblatt der Bauverwaltung. Nr. 45, 1897, S. 511–512 (zlb.de).
- Hugo Lemcke: Die Bau- und Kunstdenkmäler des Regierungsbezirks Stettin. In: Die Denkmalpflege, 1. Jahrgang, Nr. 4 (15. März 1899), S. 36.
- Paul Clemen: Die Denkmalpflege in Frankreich. In: Die Denkmalpflege, 1. Jahrgang, Nr. 5 (12. April 1899), S. 44.
- Ludwig Arntz: Unser Frauen Werk zu Straßburg. In: Die Denkmalpflege, 1. Jahrgang, Nr. 7 (31. Mai 1899), S. 60.
- Eugen von Czihak, Walter Simon: Königsberger Stuckdecken. In: Die Denkmalpflege, 1. Jahrgang, Nr. 11 (30. August 1899), S. 92.
- Luca Beltrami, Gaetano Moretti: Resoconto dei lavori di restauro eseguiti al Castello di Milano. In: Die Denkmalpflege, 2. Jahrgang, Nr. 3 (21. Februar 1900), S. 24.
- Gaetano Moretti: Ufficio Regionale per la Conservazione dei Monumenti in Lombardia. In: Die Denkmalpflege, 2. Jahrgang, Nr. 3 (21. Februar 1900), S. 24.
- Die Denkmalpflege in der Rheinprovinz. In: Die Denkmalpflege, 2. Jahrgang, Nr. 5 (11. April 1900), S. 38–39.
- Gaetano Moretti: Ottava relazione dell' Ufficio regionale per la Conservazione dei monumenti in Lombardia. In: Die Denkmalpflege, 4. Jahrgang, Nr. 1 (8. Januar 1902), S. 8.
- L’amministrazione delle antichità e belle arti in Italia. In: Die Denkmalpflege, 5. Jahrgang, Nr. 10 (29. Juli 1903), S. 80.
- Hugo Rahtgens: San Donato zu Murano und ähnliche venezianische Bauten. In: Die Denkmalpflege, 5. Jahrgang, Nr. 13 (14. Oktober 1903), S. 108.
- Theodor Wiegand: Die archaische Poros-Architektur der Akropolis in Athen. In: Zentralblatt der Bauverwaltung. Nr. 43, 1904, S. 280 (zlb.de).
- Richard Borrmann, Joseph Neuwirth: Geschichte der Baukunst. In: Zentralblatt der Bauverwaltung. Nr. 9, 1905, S. 60–61 (zlb.de).
- Theobald Hofmann: Bauten des Herzogs Federigo di Montefeltro als Erstwerke der Hochrenaissance. In: Zentralblatt der Bauverwaltung. Nr. 61, 1905, S. 388 (zlb.de).
- Albrecht Haupt: Palastarchitektur von Oberitalien und Toskana vom 13. bis 18. Jahrhundert. In: Zeitschrift für Geschichte der Architektur, 3. Jahrgang, Heft 2 (November 1909), S. 48; doi:10.11588/diglit.22223#0062
- Moritz Meurer: Vergleichende Formenlehre des Ornaments und der Pflanze mit besonderer Berücksichtigung der Entwicklungsgeschichte der architektonischen Kunstformen. In: Zeitschrift für Geschichte der Architektur, 3. Jahrgang, Heft 12 (September 1910), S. 293–295.
- Julius Hirschwald: Die Verwitterung am Otto-Heinrich-Bau des Heidelberger Schlosses. In: Zentralblatt der Bauverwaltung. Nr. 9, 1912, S. 59–60 (zlb.de).
- Theodor Wiegand: Ausgrabungen in Milet, Didyma und Samos. In: Zentralblatt der Bauverwaltung. Nr. 90, 1912, S. 584 (zlb.de).
- Franz Krüger: Glockentürme aus Holz im Regierungsbezirk Lüneburg. In: Die Denkmalpflege, 18. Jahrgang, Nr. 1 (19. Januar 1916), S. 8.
- Władysław Tatarkiewicz: Schloß Lazienki bei Warschau. In: Zentralblatt der Bauverwaltung. Nr. 26, 1917, S. 168 (zlb.de).
- Artur B. Schmidt: Rechtsfragen des deutschen Denkmalschutzes. In: Die Denkmalpflege, 20. Jahrgang, Nr. 14 (13. November 1918), S. 108.
- Julius Hirschwald: Die Schäden am Otto-Heinrich-Bau des Heidelberger Schlosses. In: Zentralblatt der Bauverwaltung. Nr. 4, 1919, S. 20 (zlb.de).
- Stanisław Łoza: Słownik architektów i budowniczych Polaków. In: Die Denkmalpflege, 21. Jahrgang, Nr. 5 (23. April 1919), S. 40.
- Arthur Kronthal: Alt-Posen, Ansichten der Stadt Posen aus dem Jahre 1833 mit Einleitung und Erläuterungen. In: Die Denkmalpflege, 21. Jahrgang, Nr. 9 (23. Juli 1919), S. 72.
- Max Theuer: Der griechisch-dorische Peripteraltempel. In: Zentralblatt der Bauverwaltung. Nr. 15, 1920, S. 96 (zlb.de).
- Hermann Ehrenberg: Deutsche Malerei und Plastik von 1350 bis 1450. In: Die Denkmalpflege, 22. Jahrgang, Nr. 8 (23. Juni 1920), S. 64.
- Georg Dehio: Handbuch der deutschen Kunstdenkmäler. In: Die Denkmalpflege, 23. Jahrgang, Nr. 9 (13. Juli 1921), S. 68.
- Georg Krüger: Kunst- und Geschichtsdenkmäler des Freistaates Mecklenburg-Strelitz, Band I: Das Land Stargard. In: Die Denkmalpflege, 24. Jahrgang, Nr. 5 (24. Mai 1922), S. 40.
- Heinrich Bechtel: Der Aufbau der Stadt Posen. In: Zentralblatt der Bauverwaltung. Nr. 11, 1924, S. 91–92 (zlb.de).